# Equisetum telmateia
Espèce
Statut de conservation UICN

 LC  : Préoccupation mineure
Equisetum telmateia, aussi appelée Grande prêle ou Grande queue-de-cheval, est une espèce végétale de la famille des Equisetaceae.

## Description

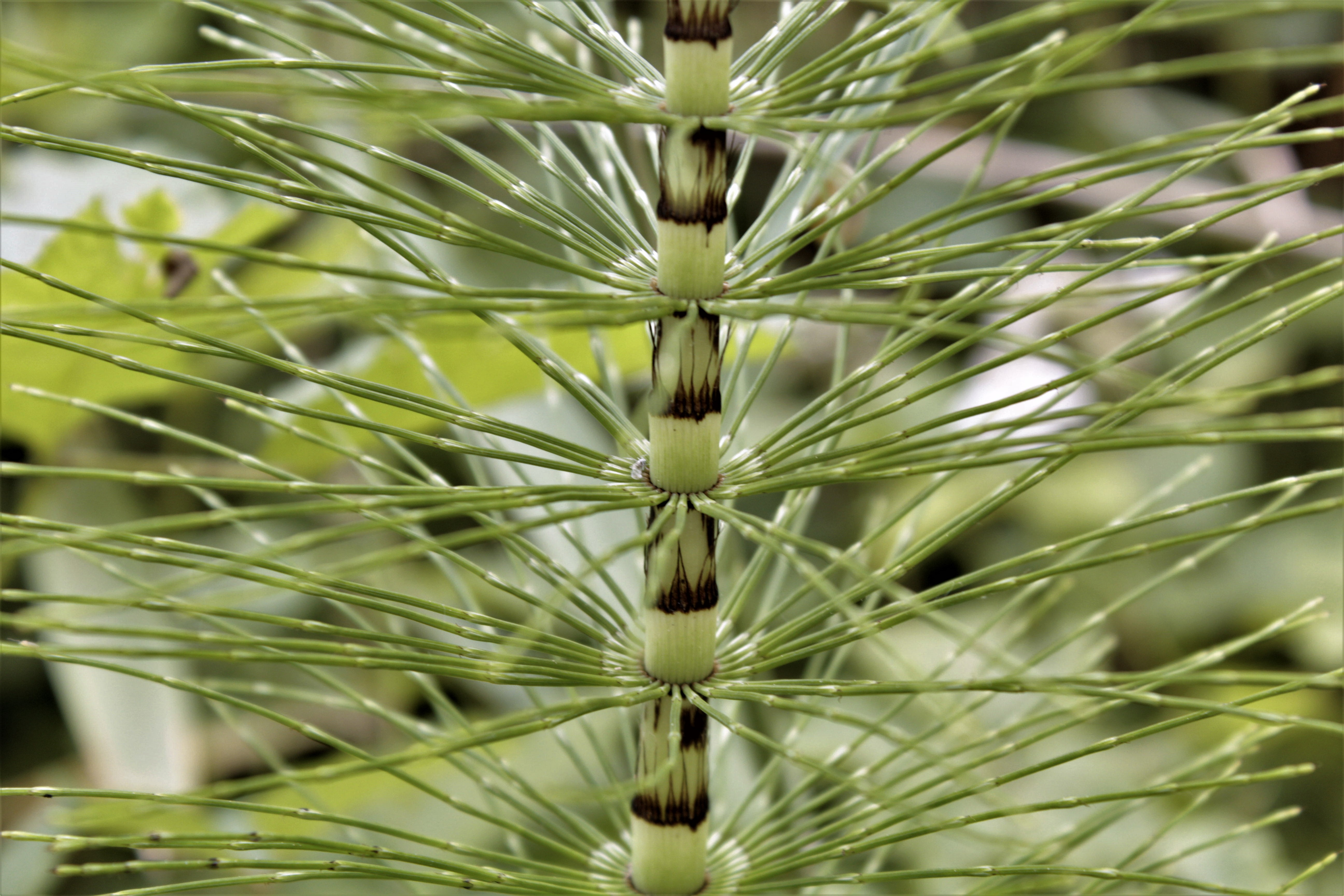
Verticille de rameaux situé sous la gaine dentée correspondant aux feuilles.

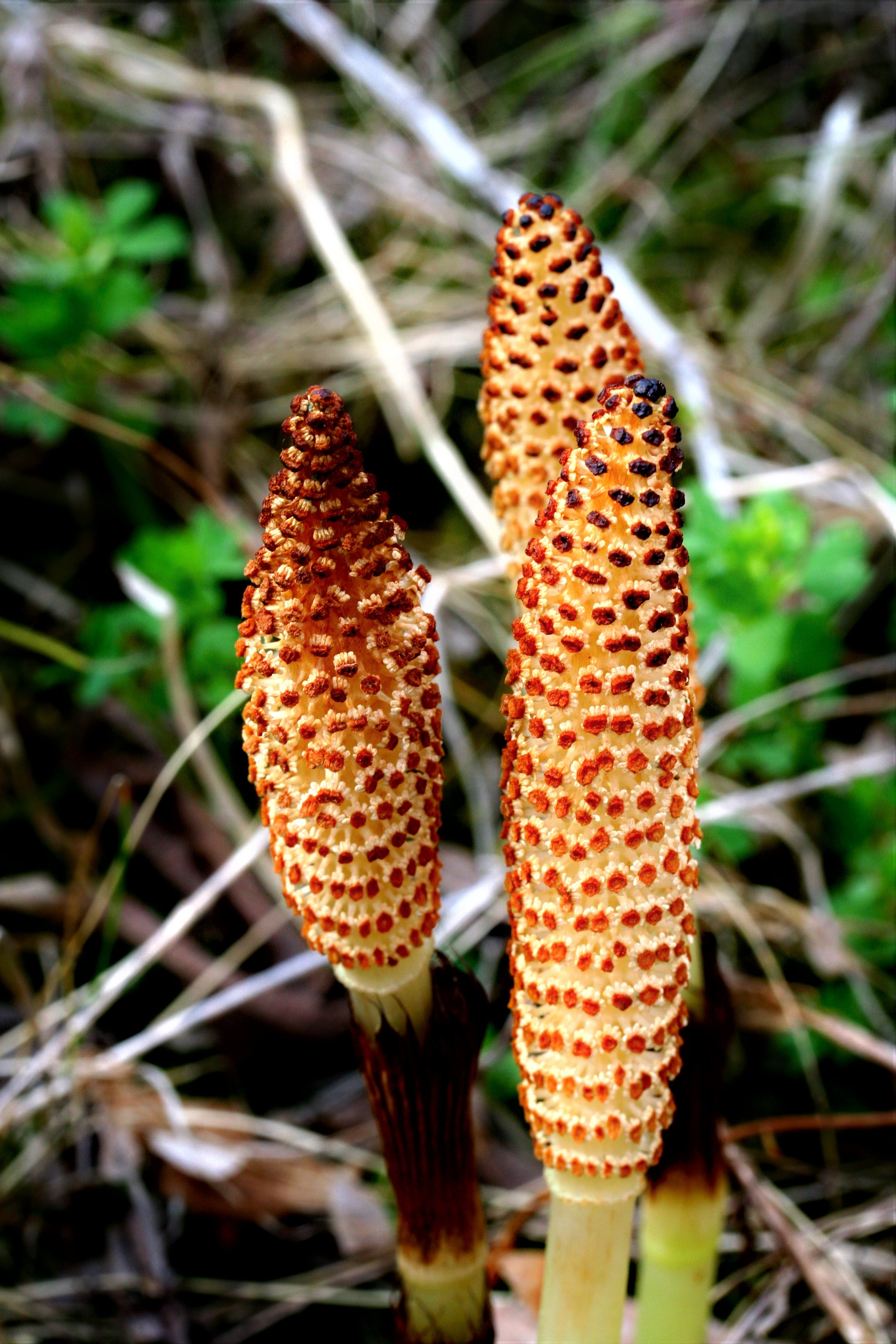
Tiges fertiles de Grande queue-de-cheval.

Elle est nettement reconnaissable des autres espèces de prêles par sa grande taille, pouvant atteindre 2 mètres. Cette plante présente deux types de tiges : les tiges fertiles et les tiges stériles. Dans les deux cas, les feuilles sont réduites à des simples collerettes situées au niveau des nœuds des tiges et rameaux, sous forme d'une courte gaine dentée. Chez cette espèce, cette gaine porte de 20 à 30 dents, de couleur sombre (voir photo ci-contre).

### Appareil végétatif
Les tiges stériles sont épaisses et creuses en leur centre. Elles présentent de 20 à 40 fines côtes longitudinales à leur surface. Elles portent des verticilles de rameaux au niveau de ses nœuds, verticilles qui se forment en dessous des collerettes de feuilles.

### Appareil reproducteur
Les tiges fertiles ne sont jamais ramifiées et ne présentent donc pas de verticilles de rameaux. Elles portent un gros épi terminal, de forme oblongue, allongée. Constitué de sporangiophores (structure portant des sporanges) disposés en verticille et pédonculés, ils produisent des spores vertes.

## Répartition et habitat
Cette plante se trouve dans les bosquets et fourrés humides, certaines prairies humides, dans les fossés, au bord des sources et des ruisseaux ombragés, et même, plus anecdotiquement, sur les crans des falaises littorales calcaires. Elle est notamment présente dans certains types de mégaphorbiaies en situation diverse sur des sols argileux ou limoneux, plutôt alcalins, humides, assez riches en nutriments ou en calcaire, en compagnie de l'épilobe hérissé, du roseau commun, du liseron des haies, de l'eupatoire chanvrine, la grande ortie, la reine-des-prés et les autres plantes typiques des mégaphorbiaies,.
Elle est présente dans tous les départements de France métropolitaine.

## Propriétés
Sa consommation peut amener à des troubles digestifs, neurologiques et musculaires pour le bétail, en particulier pour les chevaux, en raison de la présence de thiaminase inhibant la production de vitamine B1.